# Périgban (département)
Pour le village chef-lieu, voir Périgban.
Périgban, parfois orthographié Pérignan dans certaines sources officielles burkinabé, est un département et une commune rurale de la province du Poni, situé dans la région du Sud-Ouest au Burkina Faso.
En 2006, le département comptabilisait 8 665 habitants.

## Villages
Le département et la commune rurale de Périgban est administrativement composé de vingt-neuf villages, dont le village chef-lieu homonyme (données de population consolidées issues du recensement général de 2006) :
- Bondomina (165 habitants)
- Diégbanao (968 habitants)
- Diondioné (147 habitants)
- Dodola (168 habitants)
- Gnangbalandouo (137 habitants)
- Gorongorona (290 habitants)
- Harkora (192 habitants)
- Kaldèra (533 habitants)
- Kamao (265 habitants)
- Kuékuéra (623 habitants)
- Langara (165 habitants)
- N'Sorpèra (225 habitants)
- N'Tompira (321 habitants)
- Ouadaradouo (193 habitants)
- Périgban (1 068 habitants), chef-lieu
- Piersièlèla (216 habitants)
- Polkparara (321 habitants)
- Polla-Birifor (249 habitants)
- Sinkoura (611 habitants)
- Sompora (168 habitants)
- Sourounsourouna (233 habitants)
- Tankoura (194 habitants) (incertain, peut-être rattaché à un village non précisé ?)
- Timbikora (167 habitants)
- Timintira (248 habitants)
- Tinlou (280 habitants)
- Tiopolo (96 habitants)
- Tontolombora (307 habitants)
- Vinvèlèna (111 habitants)
- Wirilona (198 habitants)